# Chino (Kalifornia)

Położenie Chino w hrabstwie San Bernardino

Chino – miasto w Stanach Zjednoczonych położone w południowo-zachodniej części hrabstwa San Bernardino w Kalifornii. Liczba mieszkańców 82 830 (2007).

## Położenie
Chino położone jest w rejonie metropolitalnym Los Angeles, oraz w regionie Inland Empire. Znajduje się ok. 56 km na wschód od Los Angeles i ok. 50 km na południowy zachód, od stolicy hrabstwa, miasta San Bernardino.

## Historia
Tereny dzisiejszego miasta leżały w granicach Rancza Santa Ana del Chino. W 1910 roku Chino otrzymało prawa miejskie. Podczas Letnich Igrzysk Olimpijskich w 1984 roku odbywały się tutaj konkurencje strzeleckie.

## Inne
- Na terenie miasta znajdują się dwa zakłady penitencjarne.
- Główny bohater serialu telewizyjnego Życie na fali pochodził z Chino.